# جف گیاسی
جف گیاسی (انگلیسی: Jeff Gyasi؛ زادهٔ ۴ ژانویهٔ ۱۹۸۹) بازیکن فوتبال اهل نیجریه است.
از باشگاه‌هایی که در آن بازی کرده‌است می‌توان به باشگاه فوتبال وهن ویسبادن اشاره کرد.